# پیت رید

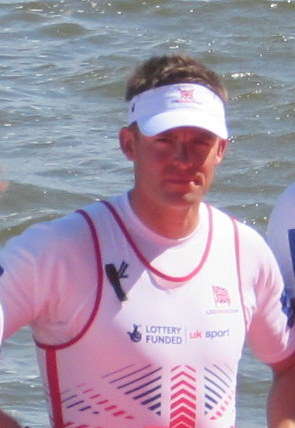
پیت رید در ۲۰۱۶

پیت رید (انگلیسی: Pete Reed؛ زادهٔ ۲۷ ژوئیه ۱۹۸۱) یک قایقران روئینگ اهل بریتانیا است.
وی برنده مدال طلا بازی‌های المپیک تابستانی ۲۰۰۸، ۲۰۱۲ و ۲۰۱۶ شده است.